# Здание мужской гимназии (Александров)
Здание мужской гимназии — историческое здание в Александрове. Построено в 1910-х гг. Памятник архитектуры регионального значения. Расположено на улице Ленина, дом 24.

## История
Двухэтажное здание из неоштукатуренного кирпича на Московской улице (ныне Ленина) для мужской гимназии было построено в 1910—1912 гг. В советский период в здании находилась школа, неоднократно менявшая нумерацию (№ 8, 54, 115, 5, 1). Во второй половине XX века была возведена пристройка из силикатного кирпича со стороны двора. Ныне в здании размещается районный центр дополнительного образования «Дар».

## Архитектура
Здание, крупное в масштабах исторической застройки, возведено в стиле неоклассицизма. Композиция основного объёма здания симметричная. Главный, северный, фасад имеет два боковых ризалита в три оконных оси. На дворовом фасаде им отвечают более сильно выступающие ризалиты без окон. На боковых фасадах имеются небольшие ризалиты в средней части. По центру главного фасада размещён парадный вход, оформленный треугольным сандриком. Первый этаж главного фасада декорирован крупным рустом и клинчатыми побеленными перемычками с замковыми камнями над окнами. Оконные проёмы окружены тонкими штукатурными рамками. На первом этаже к ним снизу примыкает профилированный пояс цоколя, на втором — полочки с парными сухариками по краям. Фасад венчают гладкий фриз и сильно вынесенный карниз.
Планировка здания коридорная, продольные коридоры соединяют широкие классные комнаты, окна которых выходят на все стороны здания. Лестничная клетка расположена по оси главного входа. Дополнительная лестница расположена со стороны ризалита восточного фасада.